# Stray
Stray (укр. Заблукалий) — пригодницька відеогра 2022 року, розроблена BlueTwelve Studio і видана Annapurna Interactive. Випущена для Microsoft Windows, PlayStation 4 та PlayStation 5 19 липня 2022 року. Сюжетна історія оповідає про безпритульного кота, який потрапляє у місто, населене роботами, машинами та мутантами, і намагається повернутися до своєї родини. Під час розробки мала кодову назву HK_Project. Гра отримала нагороди The Game Awards, Game Developers Choice Awards та Golden Joystick Awards, а також з'явилася у списках найкращих за підсумками року за версією багатьох видань.

## Ігровий процес
Stray є пригодницькою відеогрою від третьої особи, яка має елементи відкритого світу і фокусується на атмосфері, дослідженні та дизайні. Гравець контролює безпритульного кота і має вирішувати різноманітні головоломки, щоби просуватися сюжетною історією. Гравця супроводжує дрон-компаньйон B12, який допомагає в перекладі мови роботів і зберігає предмети, знайдені на локаціях. Одними з ворогів є істоти зурки, які нападають на гравців зграями.

## Сюжет
На початку група котів подорожує покинутим індустріальним комплексом. Один із них випадково падає в підземний тунель, яким пробирається в безлюдне нічне місто. Кіт натрапляє на лабораторію, де допомагає завантажити штучний інтелект в корпус робота, який називає себе B-12. Робот раніше допомагав ученому, але більша частина його пам’яті пошкоджена і потребує часу для відновлення. B-12 обіцяє допомогти коту повернутися на поверхню і супроводжує його крізь місто.
Подорожуючи далі, кіт і робот виявляють, що хоча люди покинули місто, їхні роботи-слуги набули самосвідомості та побудували власне суспільство. Однак руїни також кишать зурками, мутантами, які еволюціонували, щоб пожирати як органічне життя, так і роботів.
Пара зустрічає робота Момо, який належить до вигнанців і теж прагне знайти шлях на поверхню. За допомогою аутсайдерів кіт і B-12 дістаються до центру міста. Там вони знаходять Клементину, ще одну аутсайдерку, яка планує викрасти атомну батарею для живлення поїзда метро, який веде на поверхню. Цю трійцю ловлять і заарештовують Вартові, але коту вдається втекти та визволити друзів-роботів. Клементина залишається, щоб відволікти Вартових, поки кіт і B-12 тікають у метро, яке доставить їх до міського диспетчерського центру.
B-12 нарешті відновлює всі свої спогади. Він розкриває, що спочатку вчений безуспішно намагався завантажити свою свідомість у тіло робота, але це не вдавалося, поки не з’явився кіт. B-12 також пригадує, що місто, назване Місто-фортеця 99, збудували, щоб захистити людство від епідемії на поверхні, але хвороба зрештою знищила всіх людей і там. Усвідомлюючи, що спадщина людства тепер належить роботам, B-12 жертвує собою, щоб відкрити заслін над містом. Сонячне світло знищує зурків і вимикає Вартових. Кіт покидає місто і виходить на поверхню. Екран біля виходу наприкінці таємниче мерехтить.

## Розробка
У 2015 році співзасновники BlueTwelve під псевдонімами Кула і Вів почали розробку Stray, спочатку відомої як HK_Project, оскільки вони хотіли розробити незалежний проєкт після роботи в Ubisoft. Після того, як вони поділилися деякими кадрами з гри у Твіттері, Annapurna Interactive звернувся до них у квітні 2016 року з пропозицією стати видавцем Stray. Того ж року вони заснували BlueTwelve Studio для подальшої розробки гри, яка проходила в Монпельє, що на півдні Франції. Естетично на Stray сильно вплинув вигляд міста-фортеці Коулун, а ігровий процес був натхненний котами засновників, Мердок і Ріггс, а також Оскаром і Джун, які мешкали в студії. Команда розробників, яка містила близько десятка осіб, виявила, що ігровий процес за кота привів до цікавих можливостей дизайну рівнів, зокрема щодо елементів платформера та головоломок. Аніматор Міко вивчав зображення і відео котів для дослідження. Гра використовує рушій Unreal Engine 4.

## Випуск
Stray була анонсована 11 червня 2020 року на заході Future of Gaming, присвяченому майбутнім іграм PlayStation. Хоча в трейлері Sony, показаному на виставці Consumer Electronics Show у січні 2021 року, датою випуску значився жовтень, пізніше її було прибрано. У липні Annapurna випустив трейлер ігрового процесу, тоді як випуск було запланована на початок наступного року. У квітні 2022-го було показано новий трейлер, в якому зазначалося, що гра відкладена до середини року. Під час презентації State of Play у червні було заявлено, що гра буде випущена 19 липня для Microsoft Windows, PlayStation 4 та PlayStation 5; вона також буде доступна для підписників PlayStation Plus з планами, починаючи з «Екстра».

## Огляди
| Агрегатор  | Оцінка                   |
| ---------- | ------------------------ |
| Metacritic | (PS5) 84/100 (PC) 83/100 |

| Видання                   | Оцінка |
| ------------------------- | ------ |
| Electronic Gaming Monthly | [ 15 ] |
| Game Informer             | 8/10   |
| GameSpot                  | 9/10   |
| GamesRadar+               | [ 18 ] |
| IGN                       | 8/10   |
| Jeuxvideo.com             | 15/20  |
| PC Gamer (США)            | 82/100 |
| PCGamesN                  | 9/10   |
| The Guardian              | [ 23 ] |
| Video Games Chronicle     | [ 24 ] |

На агрегаторі рецензій Metacritic версія гри для ПК зібрала середню оцінку 83/100, а для PlayStation 5 — 84/100.
Блейк Гестер у Game Informer відгукнувся, що хоча сюжет простий, він вражає, а персонажі, хоча й роботи, наділені індивідуальністю. Світ Stray, натхненний нині зруйнованим реальним містом Коулун у Гонконзі, «мистецько фантастичний» і переконливий.
Сем Ловердіж у рецензії для GamesRadar+ відзначила деталізовану анімацію кота, дизайн світу та сам факт, що грати належить за тваринку. Місто, яким мандрує кіт, наповнене необов'язковими, проте приємними дрібничками, як-от побічні завдання з допомоги роботам, або можливість подивитися місцеве телебачення. Все це разом сприяє приємному враженню від гри, яке дещо псує лише не завжди вдалий ракурс камери та відсутність вказівок.
Згідно з Томом Марксом із IGN, «Stray — це чудова пригода в похмурому, але надзвичайно обнадійливому світі кіберпанку, і це значною мірою завдяки тому факту, що ви постійно граєте за чарівного кота. Поєднання простих платформерів і головоломок із квестами з пошуку предметів дуже добре збалансоване впродовж приблизно п'ятигодинного сюжету».
Джон Бейлз із PC Gamer відзначив, що гра була б посередньою, але зробивши головним героєм кота, розробники відкрили широкі можливості для правдоподібного доречного паркуру та дозволили бути пустотливими, як і належить коту. «Замість того, щоб надати приблизну симуляцію взаємодії людей з людьми, вона [гра] будує швидкоплинні, але вражаючі стосунки взаємної довіри між котом і роботом».
Сашко Перемот з GamedevDou вважає, що гра є «яскравою подією в ігровій індустрії 2022 року». Перемот називає сюжет та музичний супровід сильними елементами гри.